# Марк Ньюман
Марк Ньюман (20 століття , Велика Британія ) — англійсько-американський фізик і заслужений професор фізики університету Анатоля Рапопорта у Мічиганському університеті, а також зовнішній викладач Інституту Санта-Фе. 
Відомий своїм фундаментальним внеском у галузі складних мереж і складних систем, за що був нагороджений премією Лагранжа 2014 року.

## Кар'єра
Марк Ньюман виріс у  Бристолі, Англія.
Навчався у Бристольській кафедральній школі. 
Здобув ступінь бакалавра та доктора філософії з фізики в Оксфордському університеті, перш ніж переїхати до Сполучених Штатів, щоб спочатку проводити дослідження у Корнельському університеті та пізніше в Інституті Санта-Фе, приватному науково-дослідному інституті на півночі Нью-Мексико, присвяченому вивченню складних систем. 
В 2002 році Ньюман почав працювати у Мічиганського університету, де зараз є заслуженим професором фізики університету Анатолія Рапопорта і професором університетського Центру вивчення складних систем.

## Нагороди та визнання
- 2007: член Американського фізичного товариства;
- 2014: член Американської асоціації розвитку науки;
- 2014: премія Лагаранжа від CRT Foundation;
- 2016: стипендія Гуггенгайма;
- 2021: премія Елера
- 2021: Clarivate Citation Laureates[3]

## Доробок

### Книги
- J. J. Binney; A. J. Fisher; N. J. Dowrick & M. E. J. Newman (1992). The Theory of Critical Phenomena. Oxford: Oxford University Press.
- M. E. J. Newman & G. T. Barkema (1999). Monte Carlo Methods in Statistical Physics. Oxford: Oxford University Press. ISBN 0-19-851796-3.
- Mark Newman; Albert-László Barabási & Duncan J. Watts (2006). Structure and Dynamics of Networks. Princeton, NJ: Princeton University Press.
- Daniel Dorling, Mark Newman & Anna Barford (2008). The Atlas of the Real World. London: Thames & Hudson Ltd. ISBN 978-0-500-51425-2.
- M. E. J. Newman (2010). Networks: An Introduction. Oxford: Oxford University Press. ISBN 978-0-19-920665-0.. Second edition, September 2018 ISBN 978-0198805090

### Статті
- M. E. J. Newman (2001). The structure of scientific collaboration networks. Proceedings of the National Academy of Sciences. 98 (2): 404—409. arXiv:cond-mat/0007214. Bibcode:2001PNAS...98..404N. doi:10.1073/pnas.021544898. PMC 14598. PMID 11149952.
- M. E. J. Newman; S. H. Strogatz; D. J. Watts (2001). Random graphs with arbitrary degree distributions and their applications. Physical Review E. 64 (2): 026118. arXiv:cond-mat/0007235. Bibcode:2001PhRvE..64b6118N. doi:10.1103/PhysRevE.64.026118. PMID 11497662. S2CID 360112.
- M. E. J. Newman (2002). Assortative mixing in networks. Physical Review Letters. 89 (20): 208701. arXiv:cond-mat/0205405. Bibcode:2002PhRvL..89t8701N. doi:10.1103/PhysRevLett.89.208701. PMID 12443515. S2CID 1574486.
- M. E. J. Newman (2003). The structure and function of complex networks. SIAM Review. 45 (2): 167—256. arXiv:cond-mat/0303516. Bibcode:2003SIAMR..45..167N. doi:10.1137/S003614450342480. S2CID 221278130.
- M. T. Gastner; M. E. J. Newman (2004). Diffusion-based method for producing density equalizing maps. Proceedings of the National Academy of Sciences. 101 (20): 7499—7504. arXiv:physics/0401102. Bibcode:2004PNAS..101.7499G. doi:10.1073/pnas.0400280101. PMC 419634. PMID 15136719.
- M. E. J. Newman (2006). Modularity and community structure in networks. Proceedings of the National Academy of Sciences. 103 (23): 8577—8582. arXiv:physics/0602124. Bibcode:2006PNAS..103.8577N. doi:10.1073/pnas.0601602103. PMC 1482622. PMID 16723398.
- Newman, MEJ (2005). Power laws, Pareto distributions and Zipf's law (PDF). Contemporary Physics. 46 (5): 323—351. arXiv:cond-mat/0412004. Bibcode:2005ConPh..46..323N. doi:10.1080/00107510500052444. S2CID 202719165. Архів оригіналу (PDF) за 7 лютого 2022. Процитовано 29 березня 2022.
- Newman, Mark E. J. (June 2003). The structure and function of complex networks. SIAM Review. 45 (2): 167—256. arXiv:cond-mat/0303516. Bibcode:2003SIAMR..45..167N. doi:10.1137/S003614450342480. S2CID 221278130.
- Clauset, Aaron; Moore, Christopher; Newman, M.E.J. (1 травня 2008). Hierarchical structure and the prediction of missing links in networks. Nature. 453 (7191): 98—101. arXiv:0811.0484. Bibcode:2008Natur.453...98C. doi:10.1038/nature06830. hdl:2027.42/62623. PMID 18451861. S2CID 278058.
- Newman, M.E.J. (29 травня 2006). Power laws, Pareto distributions and Zipf's law. Contemporary Physics. 46: 323—351. arXiv:cond-mat/0412004. doi:10.1016/j.cities.2012.03.001. S2CID 2871747.
- Clauset, Aaron; Shazili, Cosma Rohila; Newman, M. E. J. (2 лютого 2009). Power-law distributions in empirical data. SIAM Review. 51 (4): 661—703. arXiv:0706.1062. Bibcode:2009SIAMR..51..661C. doi:10.1137/070710111. S2CID 9155618.